# Sisteron
Sisteron je město na jihu Francie v provensálském departementu Alpes-de-Haute-Provence na začátku údolí řeky Durance.
Dominantou půvabného města je pevnost vybudovaná na vysoké skále v rozmezí 13.-16. století, na jejíž přestavbě se podílel hlavní architekt Ludvíka XIV. Sébastien Le Prestre de Vauban.

## Geografie
Sousední obce: Mison, Valernes, Saint-Geniez, Noyers-sur-Jabron, Entrepierres, Valbelle, Château-Arnoux-Saint-Auban, Salignac a Volonne.

## Vývoj počtu obyvatel
Počet obyvatel

## Partnerská města
- Fidenza
- Herbolzheim
- Oliva